# Xe ngựa bán hàng rong

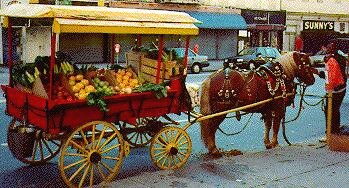
Tiểu thương bán sản phẩm từ xe ngựa kéo, Quảng trường Union, Baltimore năm 2011

Xe ngựa bán hàng rong (tiếng Anh: arabber hoặc a-rabber) là tên gọi chung chỉ một người bán hàng ngoài đường phố (người bán hàng rong) bán trái cây và rau quả từ một chiếc xe ngựa kéo đầy màu sắc.  Từng là một cảnh tượng phổ biến ở các thành phố Bờ Đông Hoa Kỳ, chỉ một số ít người Ả Rập vẫn đi bộ trên đường phố Baltimore.  Họ dựa vào tiếng rao trên đường phố để thu hút sự chú ý của khách hàng.

## Hành nghề xe ngựa bán hàng rong

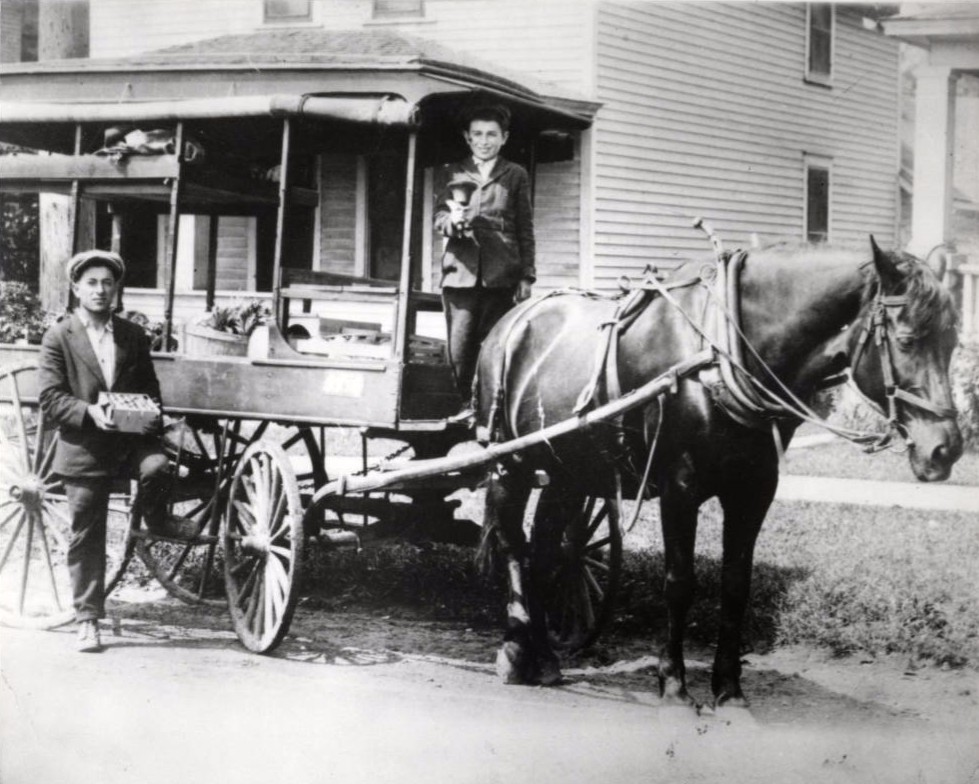
David và Harry Silverman trên chiếc xe bán trái cây của họ, St. Paul, năm 1920

Thuật ngữ xe ngựa bán hàng rong (tức arabber trong tiếng Anh) được cho là bắt nguồn từ tiếng lóng trong thế kỷ 19 "tiếng trẻ em đường phố ". Việc hành nghề xe ngựa bán hàng rong bắt đầu vào đầu thế kỷ 19, khi việc tiếp cận với tàu và chuồng ngựa đã biến nó thành một hình thức kinh doanh dễ tiếp cận.  Đàn ông Mỹ gốc Phi tham gia buôn bán sau Nội chiến.  Được sơn màu rực rỡ và được sắp xếp một cách nghệ thuật, những chiếc xe ngựa bán hàng rong đã trở thành một cảnh tượng phổ biến trên đường phố Baltimore.  Để báo động  người dân thành phố đến xem, tiểu thương trên xe ngựa đã phát triển các câu rao đặc biệt: 
 Xe đẩy, xe đẩy, xe đẩy, cho đến khi cổ họng tôi bị đau.  
 Nếu nó không dành cho những cô gái xinh đẹp, tôi sẽ không phải hối hả nữa.  
Tôi nói, Dưa hấu!  Dưa hấu!  
 Có màu đỏ cho vỏ, quý cô.  

 Trong Thế chiến II, các công việc nhà máy đã mở ra cho những người lao động da trắng, việc hành nghề xe ngựa bán dạo gần như hoàn toàn của người Mỹ gốc Phi làm.  Đến lúc đó, nghề này đã suy giảm, bị đe dọa bởi sự mở rộng của các siêu thị và sự khan hiếm của chuồng công cộng.  Trong thế kỷ 20 sau đó, các xe ngựa bán hàng rong phải đối mặt với những thách thức bổ sung từ quy định phân vùng và thương nghiệp của thành phố, và từ những người ủng hộ quyền động vật quan tâm đến sức khỏe và phúc lợi của những con ngựa.
Vào năm 1994, Hiệp hội bảo tồn xe ngựa bán hàng rong được thành lập để giúp hồi phục chuồng ngựa Đường Retreat của Baltimore, từng bị loại bỏ, theo các quy tắc xây dựng thành phố.  Xã hội tiếp tục cải tạo và thúc đẩy việc bảo tồn các chuồng ngựa phục vụ những người bán hàng rong trên xe ngựa còn lại, những người có số lượng ít hơn một chục.  Bên cạnh việc cung cấp một cái nhìn hoài cổ về quá khứ, xe ngựa bán hàng rong vẫn phục vụ một mục đích thiết thực, mang sản phẩm tươi sống và các hàng hóa khác đến các khu dân cư đô thị được các cửa hàng tạp hóa đánh giá thấp.
Bởi vì người bán dạo trên xe ngựa thường không có kiến thức chăm sóc ngựa hoàn chỉnh, họ đã thành lập một kết nối công việc với Pennsylvania Old Order Mennonites.  Sau này, với phong cách sống nông thôn, cưỡi ngựa và xe ngựa của họ cung cấp cho người bán dạo trên xe ngựa những bí quyết và cơ hội để mua ngựa.

## Trên các phương tiện truyền thông
- Bộ phim tài liệu We Are Arabbers (2004) của các nhà làm phim Scott Kecken và Joy Lusco Kecken mô tả những chiếc xe ngựa bán hàng rong đương đại.
- Xe ngựa bán hàng rong xuất hiện trong phần đầu tiên, thứ tư và thứ năm của loạt phim truyền hình The Wire, một phần được viết bởi nhà làm phim tài liệu Joy Lusco Kecken, người cũng viết cho Kẻ giết người.
- Phần đầu tiên của loạt phim truyền hình Kẻ giết người: Cuộc sống trên đường phố có cốt truyện về một người bán hàng rong trên xe ngựa bị nghi ngờ giết một bé gái.  Bộ truyện dựa trên một cuốn sách của David Simon, người cũng đã tạo ra The Wire.
- Trong tập phát sóng ngày 5 tháng 5 năm 2009 của chương trình truyền hình Ace of Cakes, tài liệu tham khảo được đưa ra cho một "xe ngựa bán hàng rong" chở khách hàng đi khắp thành phố Baltimore trong một quan tài như một phần của một đám tang sống.